# Капъскейсинг (река)
Капъскейсинг (на английски: Kapuskasing) е река в окръзите Алгома и Кокрън, провинция Онтарио, Канада.

## География
Река Капъскейсинг води началото си от североизточния край на езеро със същото име и тече на север-североизток до вливането си в река Матагами. По пътя си, при град Капъскейсинг, реката пресича магистрала 11, част от Трансканадската магистрала.

## Икономика
Има проекти за изграждане на водноелектрически централи. Фирмата ХИДРОМЕГА работи по изграждане на четири централи с мощност 5,5 MW всяка.. Фирмата Ксенека работи, за сега на проектно ниво, по централа с мощност 19.45 MW.